# Pukala
Pukala eller Pukalanselkä är en sjö i Finland. Den ligger i kommunen Orivesi i landskapet Birkaland, i den södra delen av landet, 170 km norr om huvudstaden Helsingfors. Pukala ligger 134,1 meter över havet. Den är 57,6 meter djup. Arean är 4,01 kvadratkilometer och strandlinjen är 34,06 kilometer lång. Sjön  ingår i Kumo älvs huvudavrinningsområde.   I omgivningarna runt Pukala växer i huvudsak barrskog.